# Invención de la Santa Cruz

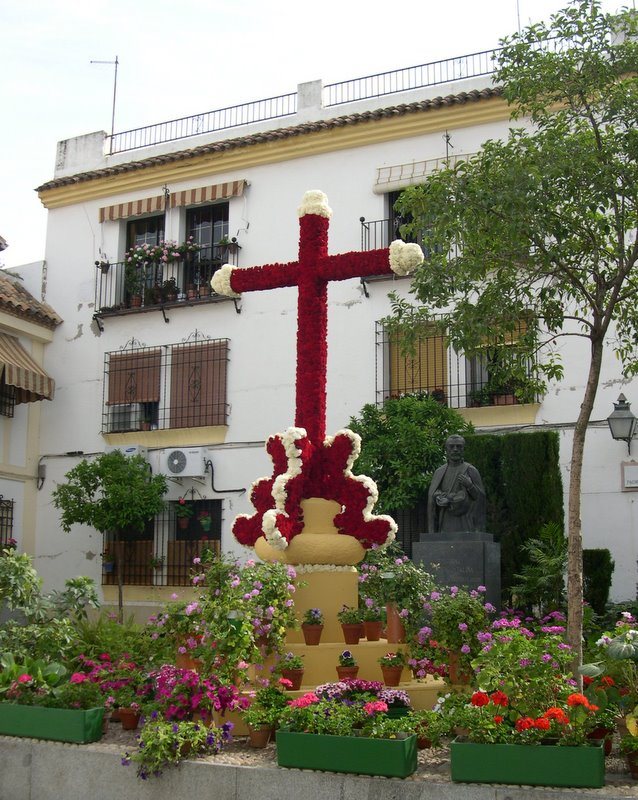
Cruz de Mayo en Córdoba.

La Invención de la Santa Cruz, La Cruz de Mayo, Santa Cruz de Mayo o Fiesta de las Cruces (en algunos países, Día de la Cruz o Día de la Santa Cruz) es una de las fiestas dentro del rito romano para festejar el culto a la Cruz de Cristo.
«Invención» (del latín invenio, «descubrir») es el nombre litúrgico y oficial. En cambio La Santa Cruz de Mayo o fiesta de las Cruces es la denominación popular. Se festeja el 3 de mayo, y la Iglesia católica, según el rito romano, ha situado el hallazgo de la santa Cruz. Es una festividad muy extendida en España e Hispanoamérica. Pero tras la reforma de la liturgia romana por Juan XXIII, en 1960 con el motu proprio Rubricarum instructum, perdió importancia en el calendario romano.

## Origen
El origen está en conmemorar el hallazgo por parte de santa Elena, madre del emperador Constantino, de la verdadera cruz de Jesucristo en su peregrinación a Jerusalén. Al tratarse de una fiesta relacionada con la pasión de Cristo, su Cruz, la fiesta en rito romano será de color rojo.
Ciertos autores enlazan la fiesta de La Santa Cruz de Mayo con un origen precristiano en el Árbol de Mayo o Palo de Mayo. El culto al árbol ha sido común en la religión europea y se ha dado, entre otros pueblos, en celtas, germanos, griegos, romanos y eslavos. En el Arbor Intrat romano se cortaba un pino, se engalanaba con guirnaldas violetas, cintas de lana y una imagen de Atis y se llevaba al templo de Cibeles. En la Francia medieval los campesinos ponían el 1 de mayo árboles decorados frente a las casas señoriales y las iglesias. La costumbre del árbol decorado se daba entre los eslavos a finales de abril. En Rumanía los gitanos hacían una festividad similar el 23 de abril, día de San Jorge, al que llamaban el «Verde Jorge».
Aunque en algunos momentos, esta costumbre fue prohibida por clérigos y nobles. En Inglaterra se dejó de hacer a lo largo del siglo XVII, debido a la Reforma protestante. La costumbre del árbol ha sido habitual en España (sobre todo en Castilla), celebrándose normalmente entre el 30 de abril y el 3 de mayo. En algunos lugares (sobre todo católicos) la costumbre del árbol pasó a ser el Mayo Florido o la Pascua Florida.
Las primeras celebraciones populares de la Santa Cruz de Mayo son del siglo XVII. Esta fiesta ha tenido especial arraigo y tradición en la ciudad de Granada, donde parece ser que las primeras celebraciones del Día de la Cruz, tal y como hoy son conocidas, datan del siglo XVII. En 1625 se hizo una cruz de alabastro en el Barrio de San Lázaro, muy celebrada y festejada por los vecinos, trasladándose posteriormente esta tradición a barrios como el Albayzín y el Realejo. Lope de Vega escribió en su obra La mejor enamorada, la Magdalena una versión cristiana de la copla Este sí que es mayo famoso dedicada a la cruz de mayo:

Este sí que se lleva la gala
que es la Cruz en que Dios murió.
Este sí que se lleva la gala
que los otros árboles no.

El ambiente de las cruces de mayo de Sevilla fue descrito por Lope de Vega, Juan de Zabaleta y Quiñones de Benavente. A comienzos del siglo XIX, José María Blanco White escribió también sobre las cruces de mayo de Sevilla. Era una fiesta muy celebrada, además, por las cofradías de Semana Santa. Las reglas de la Hermandad de la Quinta Angustia la obligan a celebrar con la asistencia de todos los cofrades y la iglesia adornada y profusamente provista de cera. El Silencio celebraba el día de la Cruz su fiesta de Regla y cabildo de hermanos. En algunos pueblos, como Marchena, los cofrades incluso asistían a la función vestidos de nazarenos.
La festividad suele situarse el 3 de mayo por ser esta fecha la de la «invención» (es decir, el hallazgo) por santa Elena en el 326 de la «verdadera cruz» (Vera Cruz) donde Cristo fue crucificado.
Aunque el 3 de mayo se celebra la Invención de la Santa Cruz (o Cruz Verde, por el carácter vegetal de la primavera), la Iglesia situó el 14 de septiembre la celebración de la Exaltación de la Santa Cruz (o Cruz Seca).

## Países

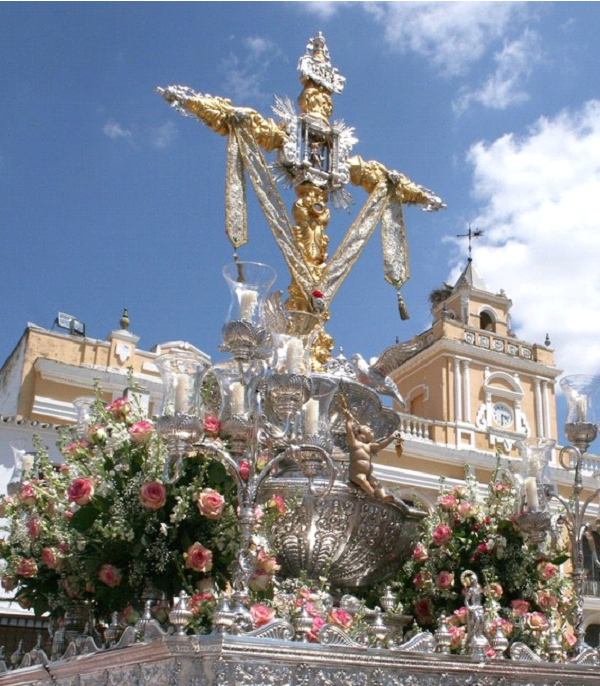
La Santa Cruz de la Calle La Fuente. Rociana del Condado, provincia de Huelva.

### España
Se trata de una celebración habitual en España, que extendió a Hispanoamérica. No obstante, esta fiesta tiene particularidades en cada región en la que se celebra. Muchos pueblos de España, sobre todo en Andalucía, toman una cruz (normalmente de madera) y la decoran con flores. La fiesta de las Cruces es una de las más importantes de la ciudad de Córdoba y es fiesta de gran arraigo en la de Granada o Jódar. Uno de los pueblos más conocidos por sus cruces de mayo es Berrocal, en la provincia de Huelva. Esta celebración también tiene mucho arraigo en Extremadura. En Cartagena se celebra con la colocación en las calles de unas cruces realizadas con flores o decoradas con ellas, donde compiten para ser la más bonita y llamativa. En las Islas Canarias tres municipios celebran esta festividad como fiesta patronal; Santa Cruz de Tenerife, Santa Cruz de La Palma y Puerto de la Cruz. En las tres ciudades es tradición que se enramen cruces con flores y se expongan en las calles. En Trescasas y Sonsoto, en la provincia de Segovia, la celebración consiste en que los niños y adolescente decoren con flores cruces y después vayan puerta por puerta pidiendo dulces. También se celebran en mayo en Burriana, municipio perteneciente a la provincia de Castellón, las cruces adornadas con flores se colocan en el mismo lugar que se plantaron y se quemaron las fallas en el mes de marzo ya que en este municipio se celebran también las fiestas falleras. También se celebra en las ciudades de Valencia y Torrent. Otras poblaciones como Caravaca de la Cruz, cuya patrona es la Cruz de Caravaca, celebran el día de la patrona con un majestuoso desfile de moros y cristianos.

### El Salvador
El Día de la Cruz es una celebración religiosa que anuncia la llegada de la época lluviosa y el inicio del período de cultivos que son regalados por la tierra.
En El Salvador, consiste en colocar una cruz de palo de jiote en el jardín, patio o terrenos donde se cultiva, se adorna con diversos tipos de papel de muchos colores, especialmente de «china», en forma de cadenas, cortinas y toallas; además de flores y frutos de la temporada como mangos, «coyolitos», jocotes, naranjas.
El ritual de "adorar" la cruz se realiza en el lugar donde esta ha sido colocada, y consiste en arrodillarse, persignarse, hacer una breve oración y tomar alguno de los frutos que han sido ofrecidos con ese propósito.
Diversas instituciones y centros educativos conmemoran esta fecha mediante actividades culturales y religiosas, con el fin de preservar la tradición heredada de nuestros antepasados.

### México
En México, los albañiles tienen el patronazgo de la Cruz, y celebran por ello el Día de la Santa Cruz. Por ello, ha sido costumbre que el 3 de mayo decoren los edificios en construcción con flores o papel de colores y celebren fiestas a expensas del constructor o del contratista.[cita requerida]

### Colombia
En Colombia es costumbre decorar una cruz de madera con una especie nativa (laurel del monte) que se coloca en los cultivos y detrás de la puerta de la casa para recordar la pasión de Jesús e invocar la Divina Providencia; en algunos lugares por falta de catequesis, esta práctica es mezclada con sincretismo.
En el municipio de San Pedro de los Milagros, cada 3 de Mayo se celebra la fiesta del Señor de los Milagros (San Pedro de los Milagros), una imagen antiquísima que atrae numerosos peregrinos. Así mismo hay otros santuarios en el país que tienen la esfinge de Cristo crucificado, como el de Buga, más su fiesta se celebra el 14 de septiembre. Es popular en Colombia cada 3 de Mayo el rezo de los "Mil Jesús".

### Chile
En Chile se celebra esta fiesta el 3 de mayo con una canción que dice: «Aquí va la Cruz de Mayo, visitando a sus devotos con un cabito de vela y un cantarito de mosto», con la que se recauda dinero para los necesitados.
En la región de Tarapacá, al norte de Chile, la fiesta es celebrada en el Poblado de Huasquiña. Esta Comienza el día 3 terminando el día 6, la festividad da inicio con el revestimiento de cintas en el lugar que permanece todo el año cuidando del pueblo para luego ser bajada y celebrada. El día 6 de mayo es revestida nuevamente con pasto fresco y flores, al subirla nuevamente al cerro en medio de la ceremonia se genera un mercadillo en donde los asistentes ofrecen productos varios los cuales son comprados con billetes hechos por ellos mismos. Se dice que todo lo que ocurre en dicha instancia es el reflejo de cómo será el año venidero. 

### Perú
Esta fiesta también se celebra en Perú. En la provincia de Bolognesi destaca la fiesta del «Señor de Chaucayán». En Recuay se celebra la «Santisima Cruz del Señor de Mayo». En Corongo está la «Cruz de Allaucán», que se celebra el 6 de mayo. La «Cruz Velacuy» es una tradición cuzqueña que se realiza el 3 de mayo a manera de serenata a las cruces. Esa noche se hace el «amarre», que consiste en atar flores en las cruces, adornando sus altares con figuras de papel, velas adornadas y hay fuegos artificiales. En este lugar la gente danza agarrada de las manos bebiendo licor (chicha) hasta el día siguiente en el que se lleva a las cruces en procesión hacia los templos. Por otra parte, en la región Huánuco se rinde culto a la santa cruz del «Señor de Chacos», patrono del pueblo de San Rafael. En Huánuco se celebra la fiesta del «Señor de Mayo», del 1 al 6 de mayo. En ella son tradicionales el «pachachi», que es la bienvenida y alojamiento a visitantes acompañados de música tradicional, y las corridas de toros. Una tradición muy común es el acondicionamiento de las capillas con los «palos mayores». La Fiesta de la Cruz en Huánuco termina con un acto denominado «ayhualla». En la provincia de Huancayo región Junín desde 1860 destaca la fiesta de la «Santa Cruz» en el distrito de Quilcas que nació como anexo bajo la advocación de «Santa Cruz de Quilcas», cabe recordar que en el distrito de Quilcas el 2 de mayo se celebra la declaratoria como Patrimonio Cultural de la Nación a la Danza Los Janachos, originario de Quilcas y representado por tres personajes: El janacho, las huamblas y el tejero, que simboliza la producción de la teja en el barrio de Pampa durante la época colonial. En la provincia de Chupaca región Junín se realiza la fiesta de la «Cruz de Mayo» y se baila la danza de los Shapish durante todo el mes.

### Venezuela
En muchas regiones de Venezuela, se toma una cruz de madera y se adorna con flores y papel de colores para celebrar fiestas en conmemoración de todos los sábados del mes de mayo.

### Trinidad y Tobago
También se celebra en Lopinot, en la isla de Trinidad. En Guatemala esta festividad se celebra a lo grande en un barrio de la ciudad de Zacapa, ciudad ubicada a 146 km de la ciudad de Guatemala al oriente del país. El barrio recibe el nombre de Barrio Cruz de Mayo y cada año los habitantes celebran una feria muy colorida en honor a este símbolo tan importante en el cristianismo.